# Chen Shu-chu

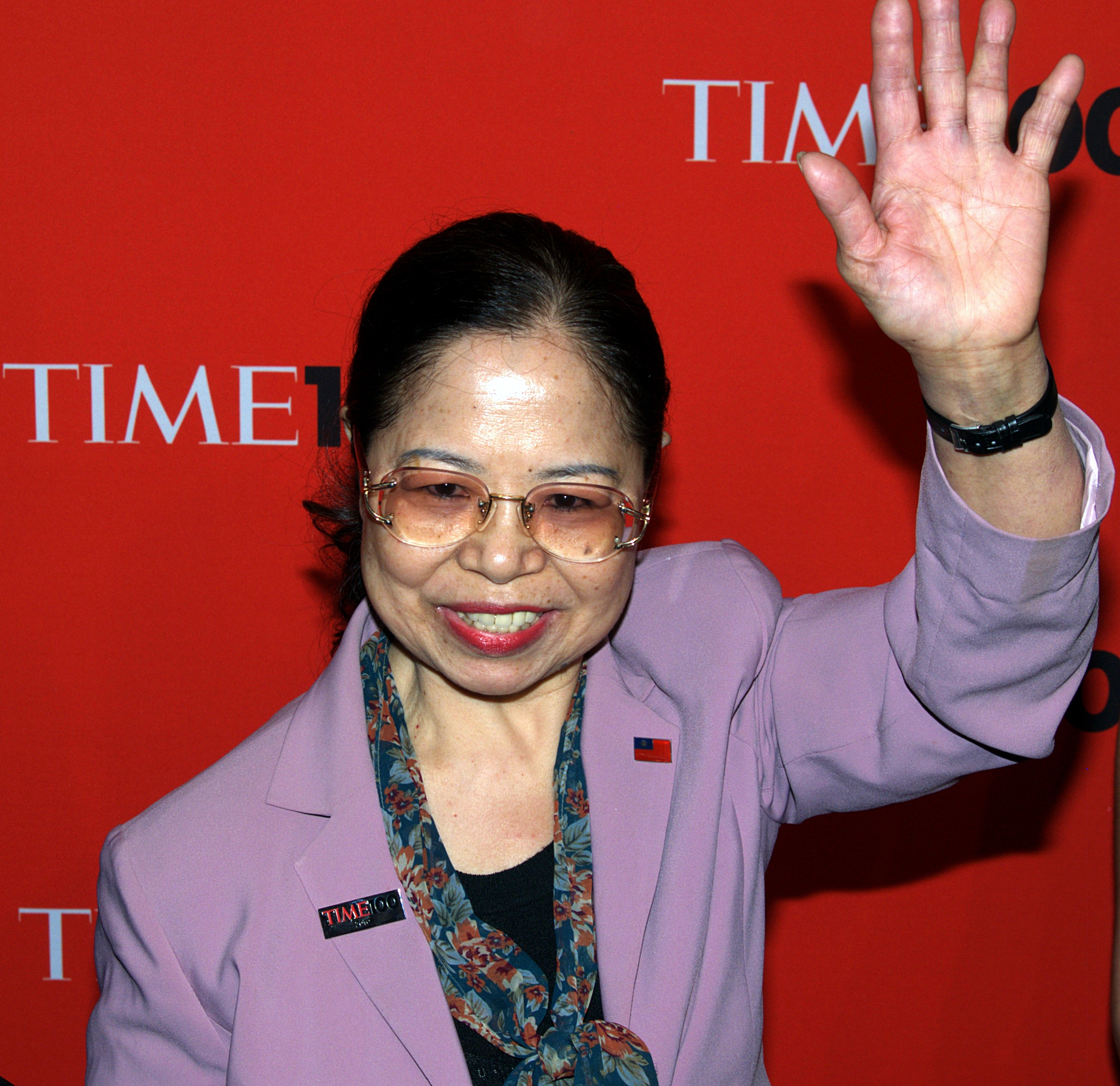
Chen Shu-chu

Chen Shu-chu (Chinesisch: 陳樹菊; Pinyin: Chén Shújú; Pe̍h-ōe-jī: Tân Sū-kiok, geb. ca. 1951) ist eine Gemüsehändlerin und Philanthropin aus Taitung im Südosten Taiwans. Sie hat bescheidenes Einkommen, trotzdem spendet sie sehr großzügig Geld. Laut Chen Shu-chu erfüllt Geld seinen Zweck nur, wenn es für diejenigen verwendet wird, die es brauchen. Und jedes Mal, wenn sie anderen Menschen helfe, fühle sie sich glücklich. Sie wurde als eine Preisträgerin des Magazins TIME 100 für das Jahr 2010 in der Kategorie Helden ausgewählt. Sie ist auch einer der 48 Preisträger der Philanthropie von Forbes Asia. Reader’s Digest ehrte sie 2010 auch als Asiatin des Jahres. Im Jahr 2012 wurde sie auch als eine Gewinnerin des Ramon-Magsaysay-Preises ausgewählt.

## Biographie
Chen Shu-chu wurde in 1951 in der Gemeinde Xiluo (Chinesisch: 西螺鎮) im Landkreis Yunlin (Chinesisch: 雲林縣) geboren. Sie folgte ihrem Vater im Alter von sieben und zog nach Taitung.
Chen Shu-chu absolvierte die Jen-Ai Grundschule (Chinesisch: 仁愛國小) in der Stadt Taitung in Taiwan. Der Haushalt von acht Leuten hing vom Einkommen des Vaters als Gemüsehändler ab. Ihre Mutter starb bei der Geburt eines Babys, weil die Familie sich nicht TWD $ 5.000 (ca. 150 Euro) für medizinische Kosten leisten konnte. Chen Shu-chu beschloss, ihrer Familie zu helfen, und als Gemüsehändlerin zu arbeiten. Ihr jüngster Bruder bekam im Jahr 1969 eine schwere Grippe und starb im selben Jahr, obwohl er eine Spende von der Jen-Ai Grundschule für medizinische Behandlung bekommen hatte. Chen Shu-chu übernahm die Last des Lebens und gab ihrem älteren Bruder Geld, um auf das College zu gehen. Sie hat nie geheiratet. Ihr jüngster Bruder starb später bei einem Verkehrsunfall. Sie hatte ein hartes Leben und hat es streckenweise auch gehasst, deshalb widmete sie die meiste Zeit dafür, aus der Dunkelheit zu entkommen und anderen zu helfen.
In der Vergangenheit dachte sie, dass die Gesellschaft sehr grausam und hässlich wäre, aber sie veränderte sich, nachdem sie sich im Buddhismus gefunden hatte. Mit Unterstützung der Religion ließ sie die Vergangenheit los. Nachdem sie jahrzehntelang Gemüse verkauft hatte, kaufte sie sich ein kleines Haus, aber sie hatte noch ein ganz einfaches Leben. Ihre täglichen Ausgaben lagen unter TWD $ 100 (ca. 3 Euro). Als Buddhistin lebte sie schon lange als Vegetarierin und sie drehte jeden Cent um. Allerdings spendete sie immer an Bedürftige. Nachdem ihr Vater 1993 gestorben war, gab Chen Shu-chu eine Spende in Höhe von TWD $ 1 Million (ca. 30.000 Euro) an Fo Guang Buddhist Academy (Chinesisch: 佛光學院). Im Jahr 1997 bot sie eine finanzielle Unterstützung mit einem Betrag von TWD $ 1 Million (ca. 30.000 Euro) an ihre ehemalige Schule, die Jen-Ai Grundschule, um armen Kindern zu helfen, ihre Ausbildung zu bekommen. Da sie es sich früher nicht leisten konnte, ihre Schulbildung abzuschließen, hat sie den Wunsch, mehr Kindern zu helfen, um eine bessere Ausbildung zu erhalten. Sie half dann nochmals finanziell mit einem Betrag von TWD $ 4,5 Millionen (ca. 150.000 Euro) der Jen-Ai Grundschule, um der Schule beim Bau einer eigenen Bibliothek zu helfen. In diesen zehn Jahren nach dem Tod ihres Vaters übernahm Chen Shu-chu die Patenschaft über drei Waisenkinder bei der Christian Kids Alive International Association und sie spendete jährlich TWD $ 36.000 (ca. 1.100 Euro).

## Die TIME-100-Preisverleihung 2010
Im Jahr 2010 wurde die Geschichte von Chen Shu-chu von ausländischen Medien aufgegriffen. Das Time Magazin lud sie ein, an der Preisveranstaltung teilzunehmen. Zuerst wollte sie nicht an dem Bankett teilnehmen, das vom Time Magazin veranstaltet wird, aber der damalige Präsident von Taiwan, Ma Ying-jeou, ermutigte sie, an der Veranstaltung teilzunehmen. Ex-Präsident Ma ließ sie wissen, dass die Regierung alle Ausgaben bezahlen würde. Ma ließ sie über den Bezirksrichter von Taitung, Huang Jian-ting, wissen, dass sie in die U.S.A gehen solle, um ihre Auszeichnung zu beanspruchen und die Ehre für Taiwan entgegenzunehmen. Ex-Präsident Ma erklärte der Presse, dass es sehr bewegend sei, die Geschichte von Chen Shu-chu zu hören. Ganz Taiwan sei stolz auf sie, denn sie lasse die ganze Welt wissen, dass die Taiwaner ein großes Herz haben. Sie kam am 4. Mai 2012 in den U.S.A an und nahm an der Preisverleihung teil, wo ihr im Time Warner Center in Manhattan, New York, die Auszeichnung überreicht wurde.

## Der Ramon-Magsaysay-Preis 2012
Die Zeremonie des Ramon-Magsaysay-Preises fand am 31. August 2012 im Philippine International Convention Center (PICC) in Manila statt. Am Tag besuchten mehr als tausend Menschen die Veranstaltung. Der damalige Präsident der Philippinen, Noynoy Aquino ehrte die Preisträger. Noynoy Aquino schätzte den Beitrag von Chen Shu-chu dazu, dem Armen zu helfen und die Liebe zu teilen. Chen Shu-chu spendete dann ihr Preisgeld von 50.000 US-Dollar (ca. 48.000 Euro) an Taitung Mackay Memorial Hospital (Chinesisch: 臺東馬偕醫院).